# 1996 год в музыке

## События
- 9 сентября — Том Петти развёлся со своей первой женой Джейн Беньо.
- 13 сентября в Лас-Вегасе произошло убийство Тупака Шакура (16.06.1971 — 13.09.1996).
- Новым вокалистом Judas Priest становится Тим «Риппер» Оуэнс.
- Состоялось первое представление шоу Майкла Флэтли Lord of the Dance.
- В 1996 году целый ряд знаковых российских артистов (Алла Пугачёва, Филипп Киркоров, Леонид Агутин, Александр Малинин, Евгений Осин, Стас Намин, Андрей Макаревич, Nautilus Pompilius, «Агата Кристи», «Алиса», «Сплин», «Чайф», «Браво», «Земляне» и др.) приняли участие в предвыборном марафоне Президента РФ Бориса Ельцина — «Голосуй, или проиграешь».

### Образовались
- Туомасом Холопайненом основана группа Nightwish.
- Гором Мхитаряном основана группа Lav Eli.
- Александром Красновым основана русская группа «Колядки».
- Основана павер-метал-группа Catharsis, изначально как дум-метал-группа.
- Основана постгранж-группа Nickelback.
- Основана финская фолк-рок-группа Viikate.
- Основана финская метал-группа Timo Rautiainen & Trio Niskalaukaus.
- Основана финская метал-группа Stam1na.
- Основана финская шок-рок-группа Lordi.
- Основана финская пауэр-метал-группа Tricky Beans которую позже переименовали в Sonata Arctica
- Основана американская рок-группа Disturbed
- Основана американская рок-группа Evanescence.
- Основана армянская рок-группа Vo.X.
- Основана нидерландская симфоник-метал-группа Within Temptation.
- Основана американская панк-рок-группа Alkaline Trio.
- Основана русская альтернативная группа 7раса.
- Основана мелодик-дэт-метал-группа Arch Enemy.
- Основана русская рок группа Полковник и Однополчане.
- Основана немецкая металкор-группа Heaven Shall Burn.
- Основана американская нью-метал/хип-хоп-группа Xero, которая в дальнейшем стала альтернативной рок-группой Linkin Park
- Основана русская металл-группа Психея
- Основана американская рок-группа Skillet
- Основана американская рок-группа Zebrahead
- Основана канадская панк-рок-группа Sum 41
- Основана американская панк-рок-группа Good Charlotte
- Основана российская рэп-группа «Рабы лампы»

### Распались
- Распалась панк-группа Ramones.
- Распалась рок-группа Life, Sex & Death.
- Распалась британская бой-группа Take That.
- Распалась испанская рок-группа Héroes del Silencio
- Распалась английская дэт-метал-группа (раньше гор-грайнд) Carcass.

## Концерты и туры
- 13-14 марта — состоялись концерты Стинга в Москве.
- В октябре 1996 группа «Земляне» дала сольные концерты в Московском театре эстрады.

### Майкл Джексон
- 16 июля — концерт М. Джэксона в Брунее в городе Бандар-Сери-Бегаван в честь 50-летия султана Брунея.
- 7 сентября — начался тур М. Джэксона HIStory World Tour (1996—1997).

## Продажи
- Самый продаваемый альбом в США (Billboard 200) и Великобритании — Jagged Little Pill (Аланис Мориссетт)
- Самый продаваемый сингл в США (Billboard Hot 100) — «Macarena» (Los del Rio), второе место — «One Sweet Day» (Мэрайя Кэри и Boyz II Men), третье место — «Because You Loved Me» (Селин Дион)
- Самый продаваемый сингл в Великобритании — «Killing Me Softly» (Fugees)

## Награды
- «Грэмми» за лучшее хард-рок представление — Pearl Jam за «Spin the Black Circle»
- «Грэмми» за альбом года — Селин Дион за «Falling Into You»
- «Грэмми» за запись года — Эрик Клэптон за «Change the World»
- «Грэмми» за песню года — «Change the World»
- Brit Awards за лучшие британские записи: сингл — «Wannabe» (Spice Girls), альбом — «Everything Must Go» (Manic Street Preachers)
- Лучшие песни согласно журналу Rolling Stone — «California Love» (Тупак Шакур) и «I Believe I Can Fly» (Ар Келли)

### Зал славы рок-н-ролла
Исполнители:
- Gladys Knight & the Pips (Уильям Гест[англ.], Глэдис Найт, Меральд Найт[англ.] и Эдвард Паттен[англ.])[1]
- Jefferson Airplane (Марти Балин, Спенсер Драйден[англ.], Пол Кантнер, Йорма Кауконен, Джек Кэсэди[англ.] и Грейс Слик)[2]
- Pink Floyd (Сид Барретт, Дэвид Гилмор, Ник Мейсон, Ричард Райт и Роджер Уотерс)[3]
- The Shirelles (Дорис Кеннер-Джексон[англ.], Беверли Ли[англ.], Ширли Оуэнс[англ.] и Эдди Харрис)[4]
- The Velvet Underground (Джон Кейл, Стерлинг Моррисон, Лу Рид и Морин Такер)[5]
- Дэвид Боуи[6]
- Литл Вилли Джон[7]

Раннее влияние:
- Пит Сигер[8]

Неисполнители:
- Том Донахью[9]

### Зал славы авторов песен
- Шарль Азнавур[10]
- Джон Денвер[11]
- Рэй Нобл[12]

Награда Джонни Мерсера:
- Берт Бакарак[13]
- Хэл Дэвид[14]

Награда Эйба Олмена издателю:
- Фредди Бьенсток[англ.][15]

Награда Сэмми Кана за жизненные достижения:
- Фрэнки Лэйн[16]

Награда Хауи Ричмонда создателю хитов:
- Глория Эстефан[17]

Награда покровителю искусств:
- Самнер Редстоун[18]

Награда за выдающуюся песню:
- Happy Birthday to You[19]

Награда совета директоров:
- Оскар Брэнд[англ.][20]
- Анна Сосенко[англ.][21]

### Зал славы кантри
- Пэтси Монтана[22]
- Бак Оуэнс[23]
- Рэй Прайс[24]

## Выпущенные альбомы
См. также категорию музыкальных альбомов 1996 года.

### Январь
- Filosofem (Burzum, CD, Норвегия — Misanthropy Records, 1 января)
- Boys for Pele (Тори Эймос, CD, Великобритания — East West Records, США — Atlantic Records, Великобритания — 22 января, США — 23 января)
- Advance (LFO, CD, Warp Records, 29 января)
- Filth Pig (Ministry, CD, Warner Bros Records, 30 января)
- Gamma Ray (Queens of the Stone Age, EP, Man’s Ruin)

### Февраль
- All Eyez on Me (2Pac, LP, Death Row Records/Interscope Records, 13 февраля)
- The Time of the Oath (Helloween, CD, Castle Communications, 29 февраля)

### Март
- Our Happy Hardcore (Scooter, CD, Club Tools, 28 марта)
- Я тучи разведу руками (Ирина Аллегрова, CD, Rec Records, 30 марта)

### Апрель
- Dancemania 1 (Various artists, CD, Intercord Japan, 10 апреля)
- Evil Empire (Rage Against the Machine, LP, Epic Records, 16 апреля)
- Nemesis Divina (Satyricon, CD, Moonfog Productions, 22 апреля)
- Обратный билет (Татьяна Буланова, CD, Союз)
- Я боюсь твоей любви/Новые песни о вечном (Вячеслав Добрынин, CD, J.S.P Company)

### Май
- Curb (Nickelback, CD, самостоятельный релиз, 1 мая) — дебютный альбом
- Arrivano gli uomini (Адриано Челентано, CD, Clan Celentano, 6 мая)
- Backstreet Boys (Backstreet Boys, CD, Jive Records, 6 мая) — дебютный альбом
- Wild Mood Swings (The Cure, LP, Fiction Records, Elektra Records, 6 мая)
- The Great Southern Trendkill (Pantera, East West Records, CD, 7 мая)
- Dove c’è musica (Эрос Рамаццотти, CD, DDD, 13 мая)
- Down on the Upside (Soundgarden, CD, A&M Records, 21 мая)

### Июнь
- Load (Metallica, LP, Elektra Records, 4 июня)
- Сам по себе (Андрей Державин, CD, Союз, 5 июня)
- Tigermilk (Belle & Sebastian, LP, Electric Honey, 6 июня)
- Dreamland (Robert Miles, CD, DBX Records, 7 июня)
- Работа над ошибками (Евгений Осин, CD, Союз, 20 июня)
- The Power of Sex (E-Rotic, 27 июня)

### Июль
- Placebo (Placebo, LP, Elevator Music, 17 июля)
- Irreligious (Moonspell, CD, Century Media Records, 29 июля)

### Август
- Не говори… (Диана, CD, Союз, 14 августа)
- Becoming X (Sneaker Pimps, CD, Virgin Records, 19 августа) — дебютный альбом
- Voyager (Mike Oldfield, CD, Warner Elektra Atlantic, 26 августа)

### Сентябрь
- Bilingual (Pet Shop Boys, CD, Великобритания — Parlophone, США — Atlantic Records, Великобритания — 2 сентября, США — 3 сентября)
- New Adventures in Hi-Fi (R.E.M., CD, Warner Bros. Records, мировой релиз — 9 сентября, США — 10 сентября)
- Последний романтик (Валерий Меладзе, CD, Союз, 15 сентября, 7 октября)
- Ænima (Tool, LP/CD, США — Zoo Entertainment, 17 сентября)
- Animal Rights (Моби, CD, Великобритания — Mute Records, США — Elektra Records, 23 сентября)
- Peep (The Rasmus, CD, Warner Music Finland, 23 сентября)
- Are You Sequenced? (Клаус Шульце, CD, Eye of the Storm, 27 сентября)
- Signify (Porcupine Tree, CD, Великобритания — Delerium Records, 30 сентября)

### Октябрь
- Antichrist Superstar (Marilyn Manson, LP, Universal Distribution, 8 октября)
- Brown (P.O.D., LP, Rescue Records, 8 октября)
- Mosquito Man (I.F.K., MC, Feelee, 10 октября)
- Body to Body (Blue System, 14 октября)
- Overnight Sensation (Motörhead, 15 октября)
- Dance into the Light (Фил Коллинз, CD, Face Value Records, 22 октября)
- Wicked! (Scooter, CD, Club Tools, 24 октября)
- Mate.Feed.Kill.Repeat. (Slipknot, демозапись, -ismist Recordings, 31 октября)
- Моё русское сердце (Татьяна Буланова, CD, Союз)

### Ноябрь
- The Don Killuminati: The 7 Day Theory (Makaveli, LP, Death Row/Interscope Records, 5 ноября)
- Unchained (Johnny Cash, CD, American Recordings, 5 ноября)
- Infinite (Eminem, MC, Web Entertainment, 12 ноября)
- Dusk… and Her Embrace (Cradle of Filth, CD, Music for Nations, 19 ноября)
- Endtroducing... (DJ Shadow, LP, Mo’ Wax/FFRR, 19 ноября)
- Embrace the Death (Asphyx, CD, Century Media Records, 19 ноября)
- Le Roi est mort, vive le Roi! (Enigma, 20 ноября)
- Dr. Dre Presents… The Aftermath (Dr. Dre, 21 ноября)
- Telegram (Бьорк, CD, One Little Indian, 25 ноября)

### Неточная дата
- Divné století (Яромир Ногавица)
- Fashion Nugget (Cake)
- First Band on the Moon (The Cardigans)
- Frozen (Gridlock)
- Greatest Hits (Take That)
- Goatlord (Darkthrone)
- God Cries (Asphyx)
- 666 Ways to Love: Prologue (HIM)
- Gone Again (Патти Смит)
- Heaven Shall Burn… When We Are Gathered (Marduk)
- Heroin 0 Remixed (Агата Кристи)
- Hesher (Nickelback)
- Homework (Daft Punk)
- Instant D’eternite (Los Incas)
- Into Legend (Fortress)
- Jævla Jazzist Grete Stitz (Jaga Jazzist) — дебютный альбом
- Keys to Ascension (Yes)
- Kveldssanger (Ulver)
- Life Is Peachy (Korn)
- Loopascoopa (EP, Red Snapper)
- Louder Than Hell (Manowar)
- Milk & Kisses (Cocteau Twins)
- Mooking (EP, Red Snapper)
- Morningrise (Opeth) (лето)
- Murder Ballads (Nick Cave and the Bad Seeds)
- No Code (Pearl Jam)
- Purpendicular (Deep Purple)
- Pure Instinct (Scorpions)
- Prince Blimey (Red Snapper)
- Richard D. James Album (Aphex Twin)
- Roots (Sepultura)
- Older (Джордж Майкл)
- One Fierce Beer Coaster (Bloodhound Gang)
- One Hot Minute (Red Hot Chili Peppers)
- Stormblåst (Dimmu Borgir)
- Sublime (Sublime)
- Test for Echo (Rush)
- The Forgotten Tales (Blind Guardian)
- The Great Escape (Blur)
- The Process (Skinny Puppy)
- The Secrets of the Black Arts (Dark Funeral)
- To the Faithful Departed (The Cranberries)
- Total Death (Darkthrone)
- Tragic Kingdom (No Doubt)
- Travelling Without Moving (Jamiroquai)
- Viimeinen voitelu (Lyijykomppania)
- Vile (Cannibal Corpse)
- Who Can You Trust? (Morcheeba) — дебютный альбом
- Live Is Game (НОМ)
- Веди себя хорошо (Адо)
- Во имя разума (НОМ)
- Комбат (Любэ)
- Кирпичи тяжелы (Кирпичи)
- По дороге в Голливуд (Валерий Леонтьев)
- Твоя сексуальная штучка (Кар-мэн)
- Vale (Mental Home)
- Микронезия (Крематорий)
- Гигантомания (Крематорий)
- Москва кабацкая (Владимир Асмолов)
- Белая горячка (Владимир Асмолов)
- В захолустном ресторане (Александр Новиков)
- С красавицей в обнимку (Александр Новиков)
- Соперница (Алёна Апина)
- Акустика (Лучшие песни) (Наутилус Помпилиус)
- Это война (Технология)
- Газовая атака (Сектор Газа)
- Избранное (Сектор Газа)
- Избранное 2 (Сектор Газа)
- Жень-шень (Пикник)
- Жизнь амфибий, как она есть (Звуки Му)
- Никто Никому Ничего (Югендштиль)
- Истина (Монгол Шуудан)
- Я - Московский!.. (Александр Буйнов)
- Я тебя очень жду (Алика Смехова)

## Родились
- 15 января — Дав Камерон — американская актриса и певица.
- 16 января — Ким Дженни — южнокорейская певица и модель.
- 25 января — Дарья Антонюк — российская певица, победительница телешоу «Голос» 2016 года на Первом канале.
- 9 февраля — Ким Чонха — южнокорейская певица .
- 29 марта — Ульяна Синецкая — российская певица с 2018 года солистка группы ВИА Гра.
- 3 апреля — Сара Джеффри — канадская актриса, певица и танцовщица.
- 5 апреля — Mura Masa — британский музыкант, продюсер, ди-джей, мультиинструменталист, автор-исполнитель в различных стилях электронной музыки.
- 25 апреля — Эллисон Эшли Арм — американская актриса, комедиантка и певица.
- 20 июня — Клаудия Ли — американская актриса и певица.
- 22 июня — Abbalbisk — российский баттл-рэпер.
- 18 июля — Yung Lean — шведский рэпер, певец, дизайнер и автор песен.
- 19 июля — О Хаён — южнокорейская певица участница группы Apink.
- 23 июля — Клава Кока — российский видеоблогер, поп-певица, автор собственных песен.
- 22 августа — Seemee — российский рэпер, участник объединения Melon Music.
- 31 августа — 163onmyneck — российский рэпер.
- 1 сентября
  - Зендея — американская певица, актриса, танцовщица и модель.
  - Милана Петрова — российская бьюти-блогерша, рэп-исполнительница.
- 3 сентября — Пак Су Ён — южнокорейская певица и актриса, участница группы Red Velvet.
- 1 ноября — Lil Peep (ум. 2017) — американский рэпер, певец и автор песен.
- 7 ноября — Лорд — новозеландская певица, автор песен и музыкальный продюсер.
- 9 ноября — Момо Хираи — японская певица, участница южнокорейской группы Twice.

## Скончались
- 22 марта — Билли Уильямсон[англ.] (71) — американский музыкант, гитарист группы Bill Haley & His Comets
- 15 июня — Элла Фицджеральд (79) — американская джазовая певица
- 9 июля — Сергей Курёхин (42) — советский и российский музыкант и композитор, основатель музыкального коллектива «Поп-механика»
- 17 июля
  - Марсель Дади (44) — французский гитарист
  - Чес Чендлер (57) — британский музыкант, продюсер и менеджер, басист группы The Animals
- 25 июля — Микаэл Таривердиев (64) — советский и российский композитор
- 1 августа — Фрида Боккара (55) — французская эстрадная певица
- 11 августа — Мел Тейлор[англ.] (62) — американский музыкант, барабанщик группы The Ventures
- 23 августа — Юриан Андриссен (70) — нидерландский композитор
- 9 сентября — Билл Монро (84) — американский певец, мандолинист и гитарист
- 13 сентября — Тупак Шакур (25) — американский рэпер и автор песен
- 27 сентября — Юрий Барабаш (22) — российский певец и композитор
- 10 ноября — Яки Кадафи (19) — американский рэп-исполнитель, участник рэп-группы Outlawz
- 18 декабря — Ирвинг Сизар (101) — американский поэт-песенник и театральный композитор
- без точной даты — Зундуин Хангал (47 или 48) — монгольский композитор, музыкант и педагог